# 光教
光教（こうきょう、永享2年（1430年） - 文亀3年5月6日（1503年6月10日））は、室町時代後期から戦国時代前期にかけての浄土真宗の僧。佛光寺（真宗佛光寺派）第13世。号は敬興院、諡号は無量寿院。佛光寺11世性曇の4男で性善の弟、二条持基の猶子。

## 生涯
長禄元年（1457年）に天台座主教覚の手で得度し法眼となり、兄から佛光寺法主の座を譲られ法印大僧都となった。寛正6年（1465年）に後土御門天皇より門跡の称号を許され、最初の真宗門跡となった。
しかしこの頃の佛光寺は災難続きで、応仁の乱の只中の応仁2年（1468年）8月26日に坊舎が焼失したため京都から摂津平野へ移った。しかも文明元年（1469年）に法主を譲った甥の経豪が本願寺法主蓮如に近付き、文明14年（1482年）頃に蓮如に帰依して佛光寺を出奔、末寺も48坊のうち42坊が経豪についていったため、本願寺隆盛と逆に佛光寺が衰退する結果となってしまった。
非常事態に際し光教は経豪の弟経誉を法主に擁立、経誉の補佐と信者の引き留めに尽くし、文亀3年（1503年）に『正信偈聞書』を購讃し学僧の教化を図る。同年に死去、享年74。
学問好きで「学を好み、よく宗の奥義をきわめ、正信念仏偈註一巻を作す」と『佛光寺法脈相承略系譜』に称賛される一方、経誉が法主になるまで浄土宗の寺で修行していたため、法主になり浄土真宗に宗旨を替え、勝手が分からない経誉に代わり隠居ながら法主同然の活動をしていたともいわれ、文明15年（1483年）に坊舎復興のため書いた『佛光寺造立奉加帳』の作者は経誉ではなく光教ともいわれている。